# Ed Carlos
Ed Carlos de Arruda Amorim (San Paolo, 19 marzo 2001) è un calciatore brasiliano, centrocampista del Nikī Volo in prestito dal Santos.

## Carriera
Ed Carlos è entrato a far parte delle giovanili del San Paolo nel 2015, dopo aver giocato in quelle della Portuguesa. Nell'ottobre del 2018 è stato nominato dal quotidiano inglese The Guardian come uno dei migliori giocatori nati nel 2001 in tutto il mondo. Il 30 giugno 2021, dopo quasi otto anni nel club, si è svincolato in seguito alla scadenza del contratto.
Il 3 agosto 2021 ha firmato con il Santos. Nel luglio del 2022 è stato integrato nella prima squadra dall'allenatore ad interim Marcelo Fernandes.
Ha fatto il suo esordio in prima squadra, e contestualmente nella prima divisione brasiliana, il 1º ottobre 2022, sostituendo Carlos Sánchez nella sconfitta esterna per 1-0 contro l'Internacional. Verso la fine del mese, dopo essere stato titolare nelle partite precedenti, ha subito un infortunio alla spalla che lo ha tenuto fuori per il resto della stagione.
Il 14 febbraio 2023 ha rinnovato il contratto con il Santos fino a giugno 2026.

## Statistiche

### Presenze e reti nei club
Statistiche aggiornate al 27 ottobre 2024.
| Stagione        | Squadra         | Campionato      | Campionato | Campionato | Coppe nazionali | Coppe nazionali | Coppe nazionali | Coppe continentali | Coppe continentali | Coppe continentali | Altre coppe | Altre coppe | Altre coppe | Totale | Totale | Totale |
| Stagione        | Squadra         | Comp            | Pres       | Reti       | Comp            | Pres            | Reti            | Comp               | Pres               | Reti               | Comp        | Pres        | Reti        | Pres   | Reti   |        |
| --------------- | --------------- | --------------- | ---------- | ---------- | --------------- | --------------- | --------------- | ------------------ | ------------------ | ------------------ | ----------- | ----------- | ----------- | ------ | ------ | ------ |
| 2021            | Santos B        | -               | -          | -          | -               | -               | -               | -                  | -                  | -                  | CP          | 6           | 0           | 6      | 0      |        |
| 2022            | Santos          | A1/SP+A         | 0+6        | 0          | CB              | 0               | 0               | CS                 | 0                  | 0                  | -           | -           | -           | 6      | 0      |        |
| 2023            | Santos          | A1/SP+A         | 0+4        | 0          | CB              | 1               | 0               | CS                 | 2                  | 0                  | -           | -           | -           | 7      | 0      |        |
| Totale Santos   | Totale Santos   | Totale Santos   | 0+10       | 0          |                 | 1               | 0               |                    | 2                  | 0                  |             | -           | -           | 13     | 0      |        |
| apr.-lug. 2024  | Betim Futebol   | M2/MG           | 3          | 0          | -               | -               | -               | -                  | -                  | -                  | -           | -           | -           | 3      | 0      |        |
| set. 2024-2025  | Nikī Volo       | SL2             | 5          | 0          | CG              | -               | -               | -                  | -                  | -                  | -           | -           | -           | 5      | 0      |        |
| Totale carriera | Totale carriera | Totale carriera | 18         | 0          |                 | 1               | 0               |                    | 2                  | 0                  |             | 6           | 0           | 27     | 0      |        |